# Mit dir
Mit dir è un singolo della rapper kosovaro-svizzera Loredana, pubblicato il 20 dicembre 2019 sulle etichette Loredana e Groove Attack.

## Video musicale
Il video musicale, reso disponibile in concomitanza con l'uscita del brano, è stato diretto da Felix Aaron.

## Tracce
Testi di Loridana Zefi, musiche di Laurin Auth e Joshua Allery.
1. Mit dir – 2:38

## Classifiche
| Classifica (2019) | Posizione massima |
| ----------------- | ----------------- |
| Austria           | 29                |
| Germania          | 9                 |
| Svizzera          | 20                |